# Phyllodonta flexilinea
Phyllodonta flexilinea là một loài bướm đêm trong họ Geometridae.